# Billboard Global 200
Ne doit pas être confondu avec Billboard 200.
Le Billboard Global 200 est un classement musical hebdomadaire de singles publié par le magazine américain Billboard créé en 2020. Le Global 200 classe les meilleures chansons au monde, basées sur les ventes numériques et le streaming  de plus de 200 pays dans le monde. Il a officiellement été lancé en septembre 2020, bien que le classement ait été annoncé pour la première fois en mai 2019.
Le classement est réalisé a partir d’une compilation des données issues des plateformes de streaming Amazon Music, Apple Music, Deezer, Spotify, Tidal et Youtube. En mai et juin 2023, les platformes sud-coréennes FLO et MelOn sont respectivement ajoutées aux données.
La première chanson numéro un du Global 200, daté du 19 septembre 2020, est WAP de Cardi B et Megan Thee Stallion.

## Histoire
Billboard travaillait sur l'idée d'un classement mondial depuis plus de deux ans avant son lancement. Le classement a été annoncé pour la première fois le 6 mai 2019, puis a été envisagé sous le nom « Global 100 » et il devait être lancé plus tard cette année-là. La motivation de créer le classement était « d'exposer les gens à la musique de plusieurs territoires et dans le temps », de fournir « une exposition et une reconnaissance en retard pour les actes des marchés internationaux ». Avec l'annonce officielle du classement le 14 septembre 2020, Billboard l'a décrit comme « le premier classement faisant autorité classant les meilleures chansons au monde », et a déclaré qu'en basant le classement sur les flux mondiaux et les ventes de téléchargements, il « donnera un aperçu précis des chansons les plus populaires de la planète ».
Le classement a officiellement été lancé sur le site de Billboard le 15 septembre 2020, pour la semaine du 19 septembre au 25 septembre 2020.

## BillboardGlobal Excl. U.S.
Parallèlement au Global 200, Billboard a lancé un autre classement similaire : le classement Billboard Global Excl. U.S.. Ce classement suit la même formule que le Global 200, sauf que, comme son nom l'indique, il couvre tous les pays à l'exception des États-Unis. 
Billboard a déclaré son raisonnement pour avoir deux classements Global : « L'un des objectifs de ce projet était d'exposer les gens à la musique de plusieurs territoires. Donc, avoir chaque classement à 200 titres de profondeur et présenter également une vue des titres excluant l'influence américaine était d'une grande importance pour nous ». 
La première chanson numéro un du classement Global Excl. U.S., daté du 19 septembre 2020, était Hawái de Maluma. 